# Acton Burnell Castle
Acton Burnell Castle är ett slott i Storbritannien. Det ligger i grevskapet Shropshire i riksdelen England, i den södra delen av landet öster om Acton Burnell. Acton Burnell Castle ligger 131 meter över havet.
Trakten runt Acton Burnell Castle består till största delen av jordbruksmark.